# Matematična in teoretična biologija
Matematična in teoretična biologija ali biomatematika je veja biologije, ki uporablja teoretično analizo, matematične modele in abstrakcije živih organizmov za raziskovanje načel, ki urejajo strukturo, razvoj in obnašanje sistemov, v nasprotju z eksperimentalno biologijo, ki se ukvarja z izvajanjem poskusov za preskušanje znanstvenih teorij. Področje se včasih imenuje matematična biologija ali biomatematika, da se poudari matematično plat, ali teoretična biologija, da se poudari biološko plat. Teoretična biologija se bolj osredotoča na razvoj teoretičnih načel za biologijo, medtem ko se matematična biologija osredotoča na uporabo matematičnih orodij za preučevanje bioloških sistemov, čeprav se izraza včasih zamenjujeta.
Matematična biologija je namenjena matematični predstavitvi in modeliranju bioloških procesov z uporabo tehnik in orodij uporabne matematike. Lahko se uporablja tako v teoretičnih kot praktičnih raziskavah. Kvantitativno opisovanje sistemov pomeni, da je njihovo vedenje mogoče bolje simulirati, zato je mogoče predvideti značilnosti, ki eksperimentatorju morda niso očitne. To zahteva točne matematične modele.
Zaradi kompleksnosti živih sistemov teoretična biologija uporablja več področij matematike in je prispevala k razvoju novih tehnik.

## Zgodovina

### Zgodnja zgodovina
Matematika se je v biologiji uporabljala že v 13. stoletju, ko je Leonardo Fibonacci uporabil znano Fibonaccijevo vrsto za opis naraščajoče populacije zajcev. V 18. stoletju je Daniel Bernoulli uporabil matematiko za opis učinka črnih koz na človeško populacijo. Esej Thomasa Malthusa iz leta 1789 o rasti človeške populacije je temeljil na konceptu eksponentne rasti. Pierre François Verhulst je oblikoval model logistične rasti leta 1836.
Fritz Müller je leta 1879 opisal evolucijske koristi tega, kar se danes imenuje Müllerjeva mimikrija, v pripovedi, ki je znana po tem, da je bila prva uporaba matematičnega argumenta v evolucijski ekologiji za prikaz, kako močan bi bil učinek naravnega izbora, razen če se vključi Malthusovo razpravo o učinki rasti prebivalstva, ki so vplivali na Charlesa Darwina: Malthus je trdil, da bo rast eksponentna (uporabljal je besedo »geometrična«), medtem ko lahko viri (nosilna zmogljivost okolja) rastejo samo aritmetično.
Izraz »teoretična biologija« je kot naslov monografije prvič uporabil Johannes Reinke leta 1901 in kmalu zatem Jakob von Uexküll leta 1920. Za eno od temeljnih besedil velja delo O rasti in obliki (On Growth and Form, 1917) D'Arcyja Wentwortha Thompsona. Za zgodnje pionirje veljajo: Ronald Aylmer Fisher, Hans Leo Przibram, Vito Volterra, Nicolas Rashevsky in Conrad Hal Waddington.

### Novejši razvoj
Zanimanje za to področje je hitro naraslo od 1960-ih naprej. Nekateri razlogi za to vključujejo:
- hitro rast podatkovno bogatih nizov informacij zaradi genomske revolucije, ki jih je težko razumeti brez uporabe analitičnih orodij[9]
- nedavni razvoj matematičnih orodij, kot je teorija kaosa, ki pomagajo razumeti kompleksne, nelinearne mehanizme v biologiji
- povečanje računalniške moči, ki olajša izračune in prej neizvedljive simulacije
- naraščajoče zanimanje za poskuse in silico zaradi etičnih razlogov, tveganja, nezanesljivosti in drugih zapletov, povezanih z raziskavami na ljudeh in živalih

## Raziskovalna področja
Več področij specializiranih raziskav matematične in teoretične biologije ter zunanje povezave do sorodnih projektov na različnih univerzah so jedrnato predstavljene v naslednjih pododdelkih, vključno z velikim številom ustrezne potrditvene reference s seznama več tisoč objavljenih avtorjev, ki prispevajo na tem področju. Za mnoge od vključenih primerov so značilni zelo zapleteni, nelinearni in superkompleksni mehanizmi, saj se vedno bolj priznava, da je rezultat takšnih interakcij mogoče razumeti le s kombinacijo matematičnih, logičnih, fizikalnih/kemičnih, molekularnih in računalniških modelov.

### Abstraktna relacijska biologija
Abstraktna relacijska biologija (ARB) se ukvarja s proučevanjem splošnih, relacijskih modelov kompleksnih bioloških sistemov, pri čemer običajno abstrahira specifične morfološke ali anatomske strukture. Nekateri najpreprostejši modeli v ARB so presnovni replikacijski ali (M,R)-sistemi, ki jih je predstavil Robert Rosen v letih 1957–1958 kot abstraktne, relacijske modele celične in organizemske organizacije.
Med druge pristope spadajo pojem avtopoeze, ki sta ga razvila Humberto Maturana in Francisco Varela, Kauffmanovi cikli delovnih omejitev in v zadnjem času pojem zaprtja omejitev.

### Algebrska biologija
Algebrska biologija (znana tudi kot simbolna sistemska biologija) uporablja algebrske metode simbolnega računanja za preučevanje bioloških problemov, zlasti v genomiki, proteomiki, analizi molekularnih struktur in preučevanju genov.

### Biologija kompleksnih sistemov
Izdelavo sistemske biologije za razumevanje kompleksnejših življenjskih procesov so razvili od leta 1970 v povezavi z molekularno teorijo množic, relacijsko biologijo in algebrsko biologijo.

### Računalniški modeli in teorija avtomatov
Monografija na to temo povzema obsežno količino objavljenih raziskav na tem področju do leta 1986 vključno s pododdelki na naslednjih področjih: računalniško modeliranje v biologiji in medicini, modeli arterijskih sistemov, modeli nevronov, biokemijska in oscilacijska omrežja, kvantni avtomati, kvantni računalniki v molekularni biologiji in genetiki, modeliranje raka, nevronske mreže, genetske mreže, abstraktne kategorije v relacijski biologiji, presnovni replikacijski sistemi, uporabe teorije kategorij v biologiji in medicini, teorija avtomatov, celični avtomati, teselacijski modeli in popolna samoreprodukcija, kaotični sistemi v organizmih, relacijska biologija in organizemske teorije.
Modeliranje celične in molekularne biologije
To področje je dobilo zagon zaradi vse večjega pomena molekularne biologije.
- mehanika bioloških tkiv[29][30]
- teoretična encimologija in encimska kinetika
- modeliranje in simulacija raka[31][32]
- modeliranje gibanja interakcijskih celičnih populacij[33]
- matematično modeliranje nastajanja brazgotin[34]
- matematično modeliranje znotrajcelične dinamike[35][36]
- matematično modeliranje celičnega cikla[37]
- matematično modeliranje apoptoze[38]

Modelijanje fizioloških sistemov
- modeliranje arterijskih bolezni[39]
- modeliranje srca v več merilih[40]
- modeliranje električnih značilnosti mišičnih interakcij, kot v bidomenskih in monodomenskih modelih

### Računalniška nevroznanost
Računalniška nevroznanost (znana tudi kot teoretična nevroznanost ali matematična nevroznanost) je teoretična študija živčnega sistema.

### Evolucijska biologija
Ekologija in evolucijska biologija sta tradicionalno prevladujoči področji matematične biologije.
Evolucijska biologija je bila predmet obsežnih matematičnih teoretiziranj. Tradicionalni pristop na tem področju, ki vključuje zaplete iz genetike, je populacijska genetika. Večina populacijskih genetikov upošteva pojav novih alelov z mutacijo, pojav novih genotipov z rekombinacijo in spremembe v frekvencah obstoječih alelov in genotipov na majhnem številu genskih lokusov. Ko se upoštevajo neskončno majhni učinki na velikem številu genskih lokusov, skupaj s predpostavko o ravnovesju povezav ali ravnovesje kvazipovezav, se izpelje kvantitativno genetiko. Ronald Aylmer Fisher je s svojim delom o kvantitativni genetiki dosegel temeljni napredek v statistiki, kot je analiza variance. Druga pomembna veja populacijske genetike, ki je privedla do obsežnega razvoja koalescentne teorije, je filogenetika. Filogenetika je področje, ki se ukvarja z rekonstrukcijo in analizo filogenetskih (evolucijskih) dreves in mrež na podlagi podedovanih značilnosti. Tradicionalni populacijski genetski modeli se ukvarjajo z aleli in genotipi in so pogosto stohastični.
Mnogi modeli populacijske genetike predpostavljajo, da so velikosti populacije konstantne. Spremenljive velikosti populacije, pogosto v odsotnosti genetske variacije, se obravnavajo na področju populacijske dinamike. Delo na tem področju sega v 19. stoletje in celo do leta 1798, ko je Thomas Malthus oblikoval prvo načelo populacijske dinamike, ki je kasneje postal znan kot Malthusov model rasti. Lotka-Volterrovi enačbi roparica (plenilec)-plen sta še en znan zgled. Populacijska dinamika se prekriva z drugim aktivnim področjem raziskovanja matematične biologije – matematično epidemiologijo, preučevanjem nalezljivih bolezni, ki prizadenejo populacije. Predlagali in analizirali so različne modele širjenja okužb. Ti dajejo pomembne rezultate, ki jih je mogoče uporabiti pri odločitvah zdravstvene politike.
V evolucijski teoriji iger (EGT), ki sta jo najprej razvila John Maynard Smith in George Robert Price, izbor deluje neposredno na podedovane fenotipe, brez genetskih zapletov. Ta pristop so matematično izpopolnili za ustvarjanje področja adaptivne dinamike.

### Matematična biofizika
Na zgodnejših stopnjah matematične biologije je prevladovala matematična biofizika, opisana kot uporaba matematike v biofiziki, ki je pogosto vključevala specifične fizikalne/matematične modele biosistemov in njihovih komponent ali predelkov.
Sledi seznam matematičnih opisov in njihovih predpostavk.
Deterministični procesi (dinamični sistemi)
Fiksna preslikava med začetnim in končnim stanjem. Izhajajoč iz začetnega pogoja in se premika naprej v času, deterministični proces vedno ustvari isto trajektorijo in v prostoru stanj se nobeni trajektoriji ne križata.
- diferenčne enačbe/preslikave – diskretni čas, zvezni prostor stanj.
- navadne diferencialne enačbe – zvezni čas, zvezni prostor stanj, brez prostorskih odvodov. Glej tudi: numerične metode za navadne diferencialne enačbe.
- parcialne diferencialne enačbe – zvezni čas, zvezni prostor stanj, prostorski odvodi. Glej tudi: numerične metode za parcialne diferencialne enačbe.
- logični deterministični celični avtomati – diskretni čas, diskretni prostor stanj. Glej tudi: celični avtomat.

Stohastični procesi (naključni dinamični sistemi)
Naključna preslikava med začetnim in končnim stanjem, zaradi česar je stanje sistema naključna spremenljivka z ustrezno verjetnostno porazdelitvijo.
- nemarkovski procesi – posplošena glavna enačba – zvezni čas s spominom na pretekle dogodke, diskretni prostor stanj, čakalni časi dogodkov (ali prehodov med stanji) se pojavljajo diskretno.
- skočni markovski proces – glavna enačba – zvezni čas brez spomina na pretekle dogodke, diskretni prostor stanj, čakalni časi med dogodki se pojavijo diskretno in so eksponentno porazdeljeni. Glej tudi: metoda Monte Carlo za metode numerične simulacije, še posebej dinamična metoda Monte Carlo in Gillespiejev algoritem.
- zvezni markovski proces – stohastične diferencialne enačbe ali Fokker-Planckova enačba – zvezni čas, zvezni prostor stanj, dogodki se odvijajo zvezno v skladu z naključnim Wienerjevim procesom.

Prostorsko modeliranje
Eno klasično delo na tem področju je članek Alana Turinga o morfogenezi z naslovom Kemijska osnova morfogeneze (The Chemical Basis of Morphogenesis), objavljen leta 1952 v Philosophical Transactions of the Royal Society.
- potujoče valovanje v testu celjenja ran[45]
- obnašanje pri rojenju[46]
- mehanokemijska teorija morfogeneze[47]
- oblikovanje biološkega vzorca[48]
- modeliranje prostorske porazdelitve z uporabo vzorcev območij[49]
- Turingovi vzorci[50]

### Matematične metode
Model biološkega sistema se pretvori v sistem enačb, čeprav se beseda 'model' pogosto uporablja kot sopomenka za sistem ustreznih enačb. Rešitev enačb z analitičnimi ali numeričnimi sredstvi opisuje, kako se biološki sistem obnaša skozi čas ali v ravnovesju. Obstaja mnogo različnih vrst enačb in vrsta vedenja, ki se lahko pojavi, je odvisna tako od modela kot uporabljenih enačb. Model pogosto daje predpostavke o sistemu. Enačbe lahko dajejo tudi predpostavke o naravi tega, kar se lahko zgodi.

### Molekularna teorija množic
Molekularna teorija množic (MST) je matematična formulacija širokosmiselne kemijske kinetike biomolekularnih reakcij v smislu množic molekul in njihovih kemijskih transformacij, ki jih predstavljajo teoretične preslikave med množicami molekul. Predstavil ga je Anthony Bartholomay, njegove uporabe pa so razvili v matematični biologiji in še posebej v matematični medicini. V splošnejšem smislu je MST teorija molekularnih kategorij, definiranih kot kategorije molekularnih množic in njihovih kemijskih transformacij, predstavljenih kot množičnoteoretične preslikave molekularnih množic. Teorija je prispevala tudi k biostatistiki in oblikovanju problemov klinične biokemije v matematičnih formulacijah patoloških, biokemičnih sprememb, ki so zanimive za fiziologijo, klinično biokemijo in medicino.

### Organizacijska biologija
Teoretični pristopi k biološki organizaciji so namenjeni razumevanju soodvisnosti med deli organizmov. Poudarjajo krožnost, do katere te soodvisnosti vodijo. Teoretični biologi so razvili več konceptov za formalizacijo te zamisli.
Abstraktna relacijska biologija (ARB) se na primer ukvarja s preučevanjem splošnih, relacijskih modelov kompleksnih bioloških sistemov, pri čemer običajno abstrahira specifične morfološke ali anatomske strukture. Nekateri najpreprostejši modeli v ARB so presnovnoreplikacijski ali (M,R)-sistemi, ki jih je predstavil Robert Rosen v letih 1957–1958 kot abstraktne, relacijske modele celične in organizemske organizacije.

## Zgled modela: celični cikel
Evkariontski celični cikel je zelo kompleksen in je bil predmet intenzivnih študij, saj njegova napačna regulacija vodi do rakov. Morda je dober zgled matematičnega modela, saj se ukvarja s preprostim računom, vendar daje veljavne rezultate. Dve raziskovalni skupini sta izdelali več modelov celičnega cikla, ki simulirajo več organizmov. Nedavno so izdelali generični model evkariontskega celičnega cikla, ki lahko predstavlja določenega evkarionta glede na vrednosti parametrov, kar dokazuje, da so posebnosti posameznih celičnih ciklov posledica različnih koncentracij proteinov in afinitete, medtem ko so osnovni mehanizmi ohranjeni (Csikasz-Nagy idr. (2006)).
S pomočjo sistema navadnih diferencialnih enačb ti modeli prikazujejo spremembo časa (dinamični sistem) proteina znotraj ene tipične celice; ta tip modela se imenuje deterministični proces (medtem ko se model, ki opisuje statistično porazdelitev koncentracij beljakovin v populaciji celic, imenuje stohastični proces).
Za pridobitev teh enačb je treba opraviti iterativno vrsto korakov: najprej se več modelov in opazovanj združi v diagram soglasja in izberejo se ustrezni kinetični zakoni za pisanje diferencialnih enačb, kot je kinetika hitrosti za stehiometrične reakcije, Michaelis-Mentenina kinetika za reakcije encimskih substratov in Goldbeter-Koshlandova kinetika za ultraobčutljive transkripcijske faktorje, nato je treba parametre enačb (konstante hitrosti, koeficiente učinkovitosti encimov in Michaelisove konstante) prilagoditi tako, da se ujemajo z opazovanji; če jih ni mogoče prilagoditi, se kinetična enačba revidira in če to ni mogoče, se spremeni diagram ožičenja. Parametri se prilagodijo in potrdijo z opazovanjem divjega tipa in mutantov, kot sta razpolovni čas proteinov in velikost celice.
Za prilagoditev parametrov je treba preučiti diferencialne enačbe. To je mogoče narediti s simulacijo ali analizo. Pri simulaciji, ki ima začetni vektor (seznam vrednosti spremenljivk), se napredovanje sistema izračuna z reševanjem enačb v vsakem časovnem okviru v majhnih korakih.
Pri analizi se značilnosti enačb uporabljajo za raziskovanje obnašanja sistema v odvisnosti od vrednosti parametrov in spremenljivk. Sistem diferencialnih enačb je mogoče predstaviti kot vektorsko polje, kjer vsak vektor opisuje spremembo (v koncentraciji dveh ali več proteinov), ki določa, kam in kako hitro se usmeri trajektorija (simulacija). Vektorska polja imajo lahko več posebnih točk: stabilno točko, imenovano ponor, ki privlači v vse smeri (zaradi česar so koncentracije na določeni vrednosti), nestabilno točko, bodisi izvor ali sedlasta točka, ki odbija (sili koncentracije v odmikanja od določene vrednosti), in mejni cikel, zaprta trajektorija, proti kateri se več trajektorij spiralno približuje (zaradi česar koncentracije nihajo).
Boljša predstavitev, ki obravnava veliko število spremenljivk in parametrov, je bifurkacijski diagram z uporabo teorije bifurkacij. Prisotnost teh posebnih ustaljenih točk pri določenih vrednostih parametra (npr. mase) je predstavljena s točko in ko parameter preseže določeno vrednost, pride do kvalitativne spremembe, imenovane bifurkacija, v kateri se spremeni narava prostora, z globokimi posledicami za koncentracije proteinov: celični cikel ima faze (delno ustrezajo G1 in G2), v katerih masa prek stabilne točke nadzoruje ravni ciklina, in faze (fazi S in M), v katerih se koncentracije spreminjajo neodvisno, toda ko se faza pri bifurkaciji spremeni (kontrolna točka celičnega cikla), se sistem ne more vrniti na prejšnje ravni, saj je pri trenutni masi vektorsko polje zelo drugačno in mase ni mogoče obrniti nazaj prek bifurkacije, kar povzroči da je kontrolna točka nepovratna. Še posebej sta kontrolni točki S in M regulirani s posebnima bifurkacijama, imenovanima Hopfova bifurkacija in bifurkacija z neskončno periodo.

## Vidni matematični in teoretični biologi
Med vidnejše osebnosti, ki so prispevali k matematični in teoretični biologiji, spadajo:
- Benjamin Gompertz (1779–1865)
- Pierre François Verhulst (1804–1849)
- Johannes Reinke (1849–1931)
- Vito Volterra (1860–1940)
- D'Arcy Wentworth Thompson (1860–1948)
- Jakob Johann von Uexküll (1864–1944)
- Hans Leo Przibram (1874–1944)
- Raymond Pearl (1879–1940)
- Alfred James Lotka (1880–1949)
- Julius Schaxel (1887–1943)
- Edward Stuart Russell (1887–1954)
- Sewall Wright (1889–1988)
- Ervin Bauer (1890–1938)
- Ronald Aylmer Fisher (1890–1962)
- John Burdon Sanderson Haldane (1892–1964)
- Joseph Henry Woodger (1894–1981)
- Nicolas Rashevsky (1899–1972)
- Ludwig von Bertalanffy (1901–1972)
- Conrad Hal Waddington (1905–1975)
- Alan Turing (1912–1954)
- Eduard Batschelet (1914–1979)
- Helen Spurway (1915–1978)
- Anthony Bartholomay (1919–1975)
- Pietro Omodeo (1919–2024)
- John Maynard Smith (1920–2004)
- George Robert Price (1922–1975)
- Werner Ernst Reichardt (1924–1992)
- Edward Walter (1925–1984)
- Aristid Lindenmayer (1925–1989)
- Hanns Klinger (1926–2013)
- Manfred Eigen (1927–2019)
- Humberto Maturana (1928–2021)
- Robert Helmer MacArthur (1930–1972)
- Hans Joachim Jesdinsky (1931–1986)
- Brian Goodwin (1931–2009)
- Colin Whitcomb Clark (1931–2024)
- James Dickson Murray (*1931)
- Robert Rosen (1934–1998)
- Daniel Kleitman (*1934)
- William Donald Hamilton (1936–2000)
- Robert McCredie May (1936–2020)
- Werner von Seelen (*1936)
- Nicolae Popescu (1937–2010)
- Hans Meinhardt (1938–2016)
- Frank Hoppensteadt (*1938)
- Michael Ghiselin (1939–2024)
- Stuart Kauffman (*1939)
- Helmut Knolle (*1939)
- Richard Dawkins (*1941)
- Peter Schuster (*1941)
- Arthur Winfree (1942–2002)
- David Berlinski (*1942)
- Holk Cruse (*1942)
- Marcus Feldman (*1942)
- Michael Charles Reed (*1942)
- James Edward Bailey (1944–2001)
- Bernd-Olaf Küppers (*1944)
- Karl Sigmund (*1945)
- Francisco Varela (1946–2001)
- Charles Samuel Peskin (*1946)
- Giuseppe Longo (*1947)
- Terrence Joseph Sejnowski (*1947)
- Hal Caswell (*1949)
- Christopher Langton (*1949)
- Przemysław Prusinkiewicz (*1952)
- Thomas Shelby Ray (*1954)
- Michael Robertson Rose (*1955)
- Alan Grafen (*1956)
- Christof Koch (*1956)
- Jevgenij Viktorovič Kunin (*1956)
- Stephen Altschul (*1957)
- Margaret Profet (*1958)
- Marten Scheffer (*1958)
- Abir Ubajevič Igaberdijev (*1959)
- Eörs Szathmáry (*1959)
- Ellen Baake (*1961)
- Hiroaki Kitano (*1961)
- Angela Ruth McLean (*1961)
- Aubrey de Grey (*1963)
- Uta Eser (*1964)
- Alison Etheridge (*1964)
- Martin Andreas Nowak (*1965)
- Sarah Otto (*1967)
- Philip Hugenholtz
- Leah Keshet